# Rafton Pounder
Rafton Pounder (n. 13 mai 1933 – d. 16 aprilie 1991) a fost un om politic britanic, membru al Parlamentului European în perioada 1973-1979 din partea Regatului Unit. 
1. ↑  Rafton John Pounder, Dictionary of Irish Biography
2. 1 2 3  Hansard 1803–2005
3. ↑   http://www.assembly.coe.int/nw/xml/AssemblyList/MP-Details-EN.asp?MemberID=1126 Lipsește sau este vid: |title= (ajutor)